# Головко, Степан Фёдорович
Степан Фёдорович Головко (укр. Степан Федорович Головко, 11 ноября 1935, село Карайково, Солонянский район, Днепропетровская область — 20 декабря 2004, село Гранитное, Криничанский район, Днепропетровская область) — передовик сельскохозяйственного производства, комбайнёр племенного овцеводческого совхоза «Щорский» Криничанского района Днепропетровской области, Украинская ССР. Герой Социалистического Труда (1971). Депутат Верховного Совета УССР 10 — 11 созывов.

## Биография
Родился 11 ноября 1935 в крестьянской семье в селе Карайково Солонянского района Днепропетровской области. Получил среднее образование.
С 1951 года — чабан 173-го конного завода Криничанского района, тракторист колхоза «Некрасовский» Саратовской области. Служил в Советской Армии (1956—1959).
С 1959 года — бригадир, механизатор государственного племенного овцеводческого госплемзавода «Щорский» Криничанского района в селе Затишное.
В 1967 году вступил в КПСС. В 1971 году удостоен звания Героя Социалистического Труда «за выдающиеся успехи, достигнутые в развитии сельскохозяйственного производства и выполнении пятилетнего плана продажи государству продуктов земледелия».
Избирался депутатом Верховного Совета УССР 10 — 11 созывов.
После выхода на пенсию проживал в селе Гранитное Криничанского района, где и скончался 20 декабря 2004 года.

## Награды
- Герой Социалистического Труда — указом Президиума Верховного Совета от 8 апреля 1971 года
- Орден Ленина — трижды
- Орден Знак Почёта